# Snowidza
Snowidza (niem. Hertwigswaldau) – wieś w Polsce położona w województwie dolnośląskim, w powiecie jaworskim, w gminie Mściwojów.
W latach 1975–1998 wieś administracyjnie należała do województwa legnickiego.

## Integralne części wsi

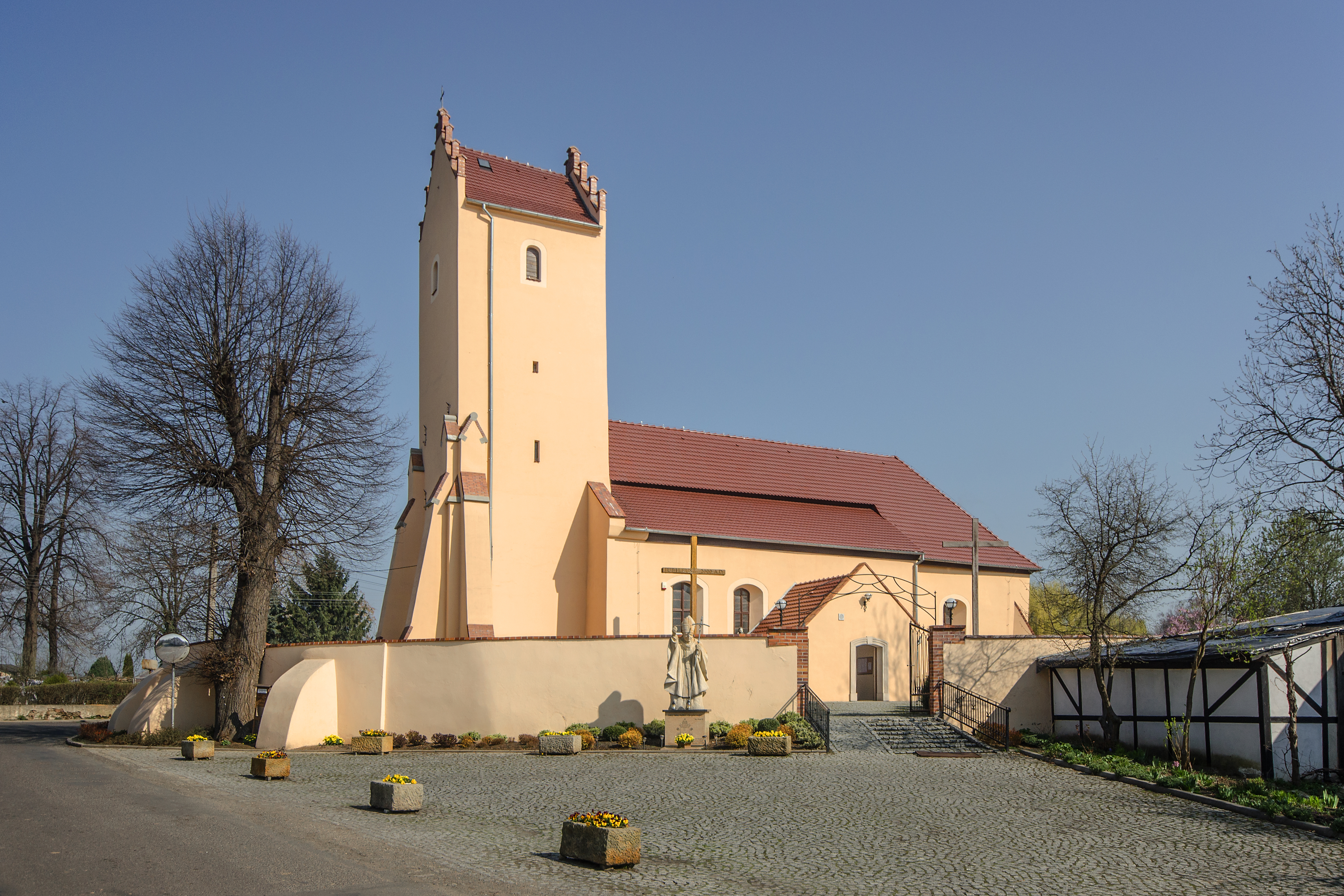
Kościół Wniebowstąpienia Pańskiego w Snowidzy

| SIMC    | Nazwa          | Rodzaj    |
| ------- | -------------- | --------- |
| 1004247 | Snowidza Dolna | część wsi |
| 1004253 | Snowidza Górna | część wsi |

## Demografia
Jest największą miejscowością gminy Mściwojów. Według Narodowego Spisu Powszechnego liczyła 1119 mieszkańców (2011 r.).

## Zabytki
Do wojewódzkiego rejestru zabytków wpisane są obiekty:
- kościół parafialny pw. Wniebowstąpienia Pana Jezusa, z XV w., przebudowany w XVIII, XX w.
- cmentarz przykościelny
- zespół dworski, z 1800 r., przebudowany w XIX w.:
  - Dwór w Snowidzy z drugiej połowy XVII w. znajduje się w centrum wsi. Pierwotnie budowla otoczona była fosą, którą zlikwidowano w latach 70. XX stulecia. Liczne przebudowy wewnątrz obiektu zatraciły jego dawne walory zabytkowe, pozostała tylko charakterystyczna sylwetka. Dwór jest obecnie własnością prywatną.
  - park ozdobny założony w XVIII wieku na tarasach. Posadzone wówczas zostały m.in. platany, jesiony i klony.

## Historia
Wkraczające w 1945 oddziały radzieckie VII Gwardyjskiego Korpusu Pancernego dopuściły się zbrodni wojennej, gwałcąc kobiety i mordując mieszkańców wsi.

## Kolejowa przeszłość
Wieś znajduje się na trasie działającej przez blisko sto lat (od 1902 roku), a dziś zamkniętej i zdegradowanej drogi żelaznej łączącej poprzez stację węzłową w mieście Jawor granitowe zagłębie rejonów Strzegomia i Borowa z portem rzecznym w nadodrzańskich Malczycach.